# جيانلوكا كارباني
جيانلوكا كارباني (بالإيطالية: Gianluca Carpani)‏ (29 أغسطس 1993 بأسكولي بيتشينو في إيطاليا - ) هو لاعب كرة قدم إيطالي في مركز الوسط.

## روابط خارجية
- جيانلوكا كارباني على موقع قاعدة بيانات كرة القدم.إي يو (الإنجليزية)
- جيانلوكا كارباني على موقع Soccerway.com (الإنجليزية)